# Amtrak
De National Railroad Passenger Corporation, handelend onder de naam Amtrak (reporting mark AMTK), is een openbaar gefinancierde spoorwegmaatschappij voor passagiersvervoer in de Verenigde Staten, en in drie Canadese provincies. Amtrak (mengwoord van America met track) werd in 1971 opgestart om nationaal intercitypassagiersvervoer aan te bieden. Amtrak rijdt dagelijks meer dan 300 treinen over zo'n 34.000 km spoor. In het boekjaar 2015 reden er zo'n 30,8 miljoen passagiers met Amtrak en had het bedrijf een omzet van 2,2 miljard dollar.

## Geschiedenis

### Voorgeschiedenis
Van het midden van de 19e eeuw tot ongeveer 1920 bewogen nagenoeg alle Amerikanen die tussen steden reisden zich per trein voort. Zowel de spoorlijnen als de treinen waren in het bezit van en werden uitgebaat door private maatschappijen. In 1929 reden er naar schatting 65.000 treinrijtuigen in de VS. Na 1920 nam de populariteit van reizigerstreinen af door de opkomst van de auto en de nationale snelwegen, maar ook door alternatieven zoals langeafstandsbussen van Greyhound Lines. Hoewel de spoorwegmaatschappijen nieuwe diensten en meer comfort probeerden aan te bieden, bleef het passagiersvervoer over het spoor afnemen. Tijdens de Tweede Wereldoorlog ging het beter, maar al snel daarna ging het verder bergaf. In 1965 waren er nog maar 10.000 rijtuigen voor passagiersvervoer in gebruik die over zo'n 120.000 km spoor reden, eveneens een grote afname. De spoorwegmaatschappijen maakten bovendien steeds meer verlies. Op het einde van de jaren 60 leek het einde van reizigerstreinen in de VS nabij. Na de verzoeken om de diensten te beëindigen kwamen er faillissementsaanvragen.

### Oprichting
In 1970 greep de federale overheid echter in. Het Congres keurde de Rail Passenger Service Act goed en president Richard Nixon ondertekende die. Voorstanders van de wet, onder leiding van de National Association of Railroad Passengers (NARP), wilden dat de overheid financiële steun bood om het openbaar vervoer per trein voort te zetten. Met dat doel werd de National Railroad Passenger Corporation (NRPC) opgericht, een hybride openbaar-private entiteit die belastinggeld zou ontvangen en daarmee intercitypassagierstreinen zou uitbaten. Oorspronkelijk ging de NRPC onder de naam Railpax opereren, maar uiteindelijk werd voor Amtrak gekozen.
In Washington dacht men dat het 'experiment' geen lang leven beschoren ging zijn. De regering van Nixon zag Amtrak vooral als een politiek voordelige manier om het passagiersvervoer nog een laatste kans te geven, zoals het publiek dat wenste. Ze verwachtten dat Amtrak stilletjes zou verdwijnen naarmate de publieke interesse in de kwestie af zou nemen. Tegelijkertijd hoopten voorstanders van het systeem dat Amtrak zichzelf snel financieel zelfvoorzienend zou maken. Geen van beide voorspellingen bleek correct: de steun voor Amtrak is niet afgenomen en financiële onafhankelijkheid bleek onhaalbaar.
De toenmalige spoorwegmaatschappijen konden intekenen bij Amtrak en zich zo op het netwerk aansluiten. Slechts zes maatschappijen kozen ervoor om dat niet te doen en besloten om hun reizigerstreinen nog zelf te blijven exploiteren. Twintig andere maatschappijen die in aanmerking kwamen kozen er wel voor om zich bij Amtrak aan te sluiten. Die maatschappijen droegen hun materieel, kapitaal en personeel bij en ontvingen in ruil daarvoor toestemming om hun weinig winstgevende passagierstreinen (die zij tot dan toe verplicht waren uit te voeren) stop te zetten, waarna ze zich volledig op het lucratievere goederenvervoer konden richten. Amtrak nam de reizigerstaken van hen over. Op 1 mei 1971 is Amtrak officieel begonnen met het rijden van treinen.

### Rainbow Era
Er waren eerst een reeks aanpassingen en vernieuwingen nodig om de diensten van de voormalige spoorwegen te consolideren en te verbeteren. In eerste instantie zette Amtrak de lijnen van de vroegere maatschappijen gewoon door, al liet men al snel de helft van de diensten wegvallen. Amtrak behield slechts 182 van de 364 verbindingen. Sommige spoorlijnen werden bovendien omgezet in vrachtlijnen. De dienstregeling werd wel grotendeels behouden, net zoals de namen van treinen en haltes. Doordat Amtrak op 1 mei 1971 de diensten van voormalige concurrenten overnam, had het in sommige steden een overschot aan spoorstations. Zo telde Chicago zeven stations waarvan Amtrak de opdracht kreeg om er een van te maken, dat werd Chicago Union Station. In New York kampte men tot 1991 met een soortgelijk probleem. In andere gevallen lukte het niet om een Union Station of Central Terminal aan te leggen en werden er op minder ideale locaties kleinere stations gebouwd. De samenvoeging van wat ooit een kluwen aan lijnen was bracht ook kansen met zich mee. Zo konden onder Amtrak drie treinen aan de westkust samengevoegd worden tot één efficiënte lijn, de Coast Starlight. De eerste volledig nieuwe route was de Montrealer/Washingtonian, die op 29 september 1972 in gebruik werd genomen.

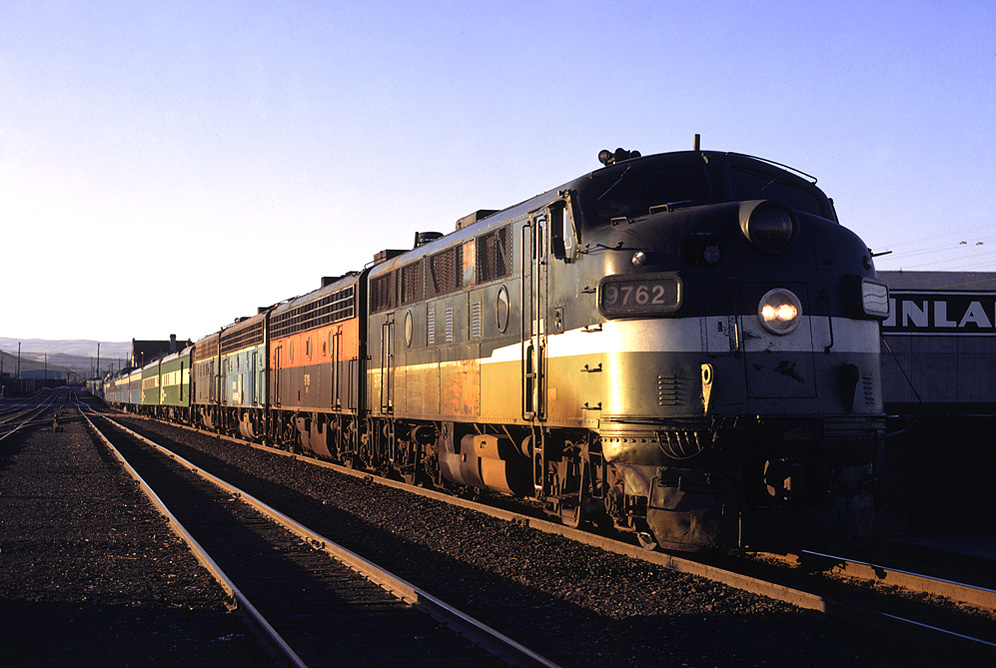
Een GM-EMD F3-diesellocomotief van Burlington Northern trekt de North Coast Hiawatha in juli 1971. De trein is een voorbeeld van de 'regenboog' die Amtrak toen was – met rollend materieel van verschillende vroegere maatschappijen.

In de vroege jaren 70 gingen er verschillende spoorwegmaatschappijen failliet in het noordoosten. Penn Central, dat de Northeast Corridor (NEC) bezat en uitvoerde, was een van hen. Het Amerikaanse Congres keurde als reactie in 1976 de Railroad Revitalization and Regulatory Reform Act, die voorzag in de oprichting van Conrail, maar die er ook voor zorgde dat Amtrak delen van de Northeast Corridor kon verwerven. Op 1 april 1976 verwierf Amtrak de meerderheid van de NEC. De corridor werd een van Amtraks belangrijkste troeven en een zekere en goede bron van inkomsten. De kosten om de NEC uit te baten waren echter ook torenhoog en de overheid werd genoodzaakt om de subsidies aan Amtrak sterk te verhogen.
In haar eerste decennium – dat doorgaans de Rainbow Era genoemd wordt, omdat Amtrak destijds treinen van tientallen voormalige maatschappijen en met verschillende kleurschema's gebruikte – slaagde Amtrak er niet in om zich financieel onafhankelijk te maken. De maatschappij was wel relatief succesvol in het heropbouwen van het reizigersvervoer over het spoor. Het aantal reizigers nam toe van 16,6 miljoen in 1972 naar 21 miljoen in 1981. Rond 1975 kreeg Amtrak een eigen kleurenschema dat op alle treinen werd aangebracht.

### Jaren 80-heden
Van 1981 tot het begin van de 21e eeuw bleef het aantal reizigers stabiel rond 20 miljoen per jaar. De overheidssteun, waar Amtrak afhankelijk van is, was vaak onzeker, wat de groei niet ten goede kwam. Om operationeel zelfvoorzienend te worden, zoals men het in de jaren 90 noemde, werd er onder andere uitgebreid in de richting van snel vrachtvervoer over het spoor. Oude schulden en te lage overheidssteun bemoeilijkten dat doel echter en de investeringen in vrachtvervoer zorgden voor wrijving met commerciële concurrenten. Een gevolg was dat de levering van nieuwe hogesnelheidstreinstellen voor de verbeterde Acela Express tussen Boston en Washington – waarvan hoge inkomsten en goede publiciteit verwacht werd – uitgesteld werd.
Tijdens de jaren 2000 zag Amtrak het aantal reizigers snel toenemen, deels door verbeteringen op de Northeast Corridor, deels door stijgende brandstofprijzen. In het boekjaar 2011 brak Amtrak, voor de achtste keer in negen jaar, haar eigen records, met ongeveer 30,2 miljoen reizigers in de 12 maanden voorafgaand aan 30 september 2011. In datzelfde boekjaar reden er dagelijks gemiddeld meer dan 82.000 mensen mee met zo'n 300 Amtraktreinen.

## Materieel

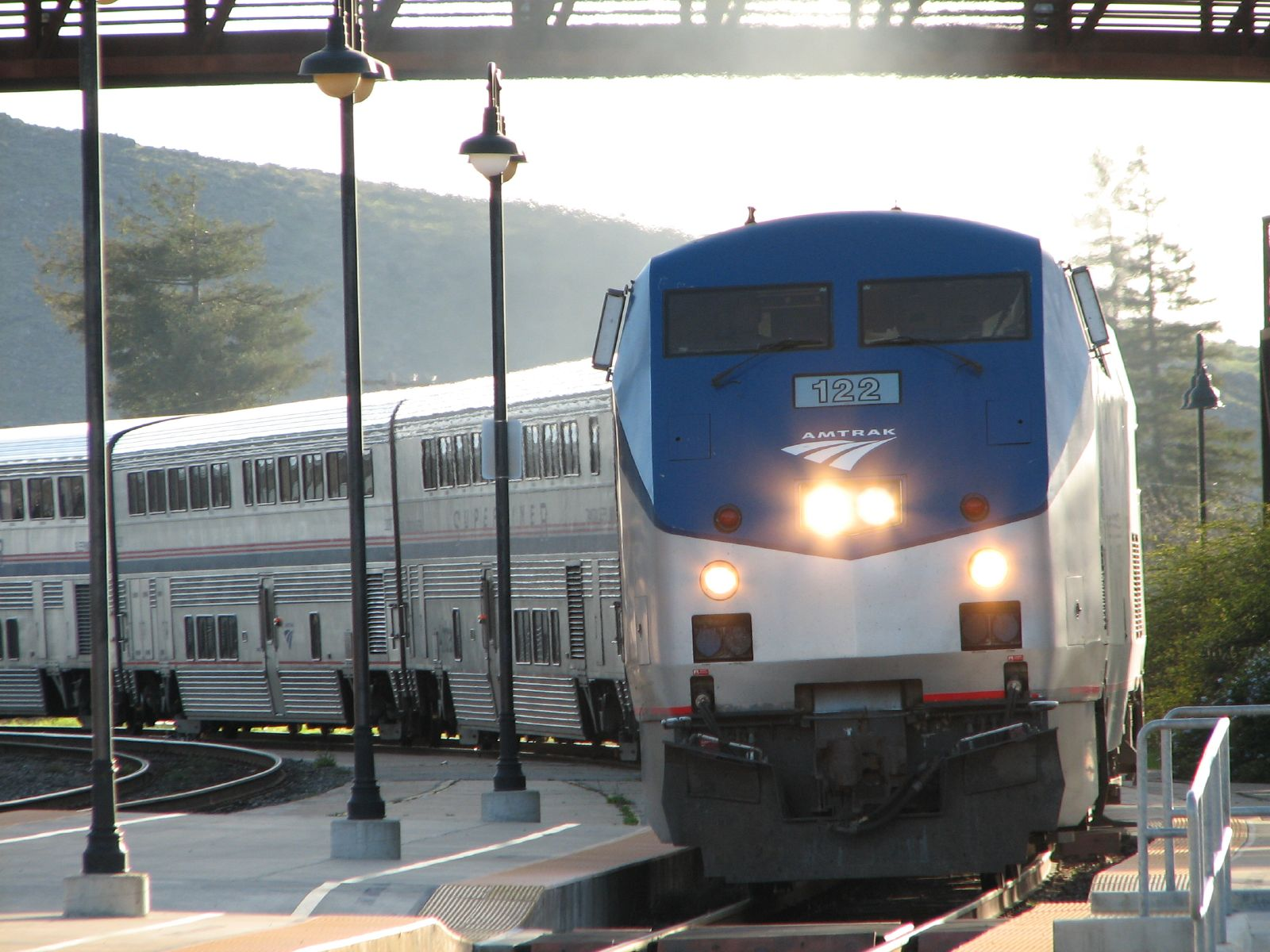
Superliner

De meeste Amtrak-treinen zijn getrokken treinen, met een locomotief en losse rijtuigen. Verreweg de meeste Amtrak-treinen zijn dieseltreinen; alleen de North-East Corridor kent elektrische treinen.
Op de langere afstanden gebruikt Amtrak veelal "Superliner"-rijtuigen: zeer grote en hoge dubbeldeksrijtuigen met slaapaccommodatie op beide verdiepingen.
Amtrak-treinen kennen de volgende klassen:
- First Class: alleen in Acela en nachttreinen. In nachttreinen betekent dit een privé-slaapcoupé; in Acela extra luxe stoelen. Catering inbegrepen.
- Business Class: in diverse dagtreinen: extra luxe stoelen.
- Coach Class: in alle treinen. De standaard-klasse met stoelen, zowel in dag- als nachttreinen.

Amtrak heeft een ruim scala aan locomotieven, rijtuigen en treinstellen. Een groot deel van dit materieel is van Amtrak zelf, maar sommige treinen zijn eigendom van een bepaalde staat. Deze treinen worden dan verzorgd en onderhouden door de staat maar geëxploiteerd door Amtrak.

### Locomotieven
| Fabrikant en model                | Afbeelding                                                        | Aantal actief | Bouwjaar       | Aandrijving  | Eigenaar                                                                               |
| Locomotieven                      | Locomotieven                                                      | Locomotieven  | Locomotieven   | Locomotieven | Locomotieven                                                                           |
| --------------------------------- | ----------------------------------------------------------------- | ------------- | -------------- | ------------ | -------------------------------------------------------------------------------------- |
| GE Dash 8-32BWH                   | GE Dash 8-32BWH                                                   | 18            | 1991           | Diesel       | Amtrak                                                                                 |
| GE Genesis P40DC                  | 19990205_39_USPS_Century_Express,_Florence,_SC_(6620531335)       | 13            | 1993           | Diesel       | Amtrak                                                                                 |
| GE Genesis P42DC                  | AMTRAK_PENSY_MALVERN_OCT5                                         | 182           | 1996-2001      | Diesel       | Amtrak                                                                                 |
| GE Genesis P32AC-DM               | 20220904_172102_Cab_Car_6127_Amtrak_P32_701_Irvington             | 18            | 1995           | Dual-mode    | Amtrak                                                                                 |
| GE Dash 8-32WH                    | CDTX_Dash_8_32BWH                                                 | 2             | 1991           | Diesel       | Caltrans                                                                               |
| EMD F59PH                         | 74 Piedmont                                                       | 6             | 1988 / 1990    | Diesel       | North Carolina Department of Transportation (NCDOT)                                    |
| EMD F59PHI                        | F59PHI_locomotive_at_at_Oakland_Maintenance_Facility,_July_2020   | 2 15          | 1998 1994-2001 | Diesel       | NCDOT Caltrans                                                                         |
| Siemens Sprinter ACS-64           | Amtrak_ACS-64_601                                                 | 67            | 2014           | Elektrisch   | Amtrak                                                                                 |
| Siemens Charger ALC-42            | Northbound_Coast_Starlight_at_Oakland_(2),_May_2023               | 21 (142)      | 2021           | Diesel       | Amtrak                                                                                 |
| Siemens Charger ALC-42E           | Venture_test_train_at_Oakland_Maintenance_Facility_(1),_July_2020 | 0 (65)        | ?              | Diesel       | Caltrans                                                                               |
| Siemens Charger SC-44             | Surfliner_SC44_2022_Los_Angeles                                   | 8 24 33       | 2016           | Diesel       | Washington Department of Transportation Caltrans Illinois Department of Transportation |
| Rangeerlocomotieven               |                                                                   |               |                |              |                                                                                        |
| EMD SW1                           | Amtrak_736_(SW1)_(10570468323)                                    | 1             | 1947           | Diesel       | Amtrak                                                                                 |
| EMD SW1000R                       | Amtrak_EMD_SW1000R_796                                            | 4             | 1952           | Diesel       | Amtrak                                                                                 |
| EMD GP38H-3                       | AMTK 525                                                          | 8             | 1966           | Diesel       | Amtrak                                                                                 |
| EMD MP15                          | Amtrak_work_locomotives_at_Cedar_Hill_Yard,_August_2022           | 10            | 1970           | Diesel       | Amtrak                                                                                 |
| EMD SW1500                        |                                                                   | 2             | 1970           | Diesel       | Amtrak                                                                                 |
| EMD SW1001                        |                                                                   | 1             | 1974           | Diesel       | Amtrak                                                                                 |
| EMD GP38-3                        |                                                                   | 5             | 1976           | Diesel       | Amtrak                                                                                 |
| GE 80-ton switcher                |                                                                   | 2             | 1951-1952      | Diesel       | Amtrak                                                                                 |
| MPI GP15D                         | Amtrak578                                                         | 10            | 2004           | Diesel       | Amtrak                                                                                 |
| MPI MP14B                         | Yard_Tour_6_(13551712964)                                         | 3             | 2010 / 2013    | Diesel       | Amtrak                                                                                 |
| MPI MP21B                         |                                                                   | 1             | 2010           | Diesel       | Amtrak                                                                                 |
| National Railway Equipment 2GS12B | AMTK_599                                                          | 4             | 2014 / 2018    | Diesel       | Amtrak                                                                                 |

### Rijtuigen
| Fabrikant en model                      | Afbeelding                                                    | Aantal actief | Bouwjaar  | Eigenaar                                   | Configuraties                                                |
| --------------------------------------- | ------------------------------------------------------------- | ------------- | --------- | ------------------------------------------ | ------------------------------------------------------------ |
| Alstom Surfliner                        | Cab_car_6905_at_Lake_Forest                                   | 39 22         | 2000 2002 | Amtrak Caltrans                            | Stuurstand, zitrijtuig, restauratierijtuig & bagagerijtuig   |
| Bombardier Horizon                      | Horizon_Fleet_Car_passing_through_webster_groves              | 92            | 1985      | Amtrak                                     | Zitrijtuig & restauratierijtuig                              |
| Bombardier Superliner II                | Superliner_north_(305482048)                                  | 185           | 1993      | Amtrak                                     | Zitrijtuig, slaaprijtuig, ligrijtuig & restauratierijtuig    |
| Budd Company Amfleet I                  | Amfleet_1                                                     | 243           | 1979      | Amtrak                                     | Zitrijtuig & Restauratierijtuig                              |
| Budd Company Amfleet II                 | Amfleet_cars_at_Kingston                                      | 138           | 1981      | Amtrak                                     | Zitrijtuig & lounge                                          |
| Budd Company Metroliner Cab Control Car | Rear_of_the_Pennsylvanian_on_Horseshoe_Curve,_May_2016        | 15            | 1967      | Amtrak                                     | Stuurstandrijtuig                                            |
| Budd Company Viewliner                  | Viewliner_diner_Atlanta_on_the_Capitol_Limited,_November_2017 | 1             | 1987      | Amtrak                                     | Restauratierijtuig                                           |
| CAF Viewliner II                        | Viewliner_II_Wilmington_DE                                    | 130           | 2015      | Amtrak                                     | Slaaprijtuig, zitrijtuig, bagagerijtuig                      |
| EMD Non Powered Control Unit            | Amtrak_90221_on_the_Hiawatha_Service,_December_2010           | 21 2          | 1977 1977 | Amtrak Oregon Department of Transportation | Voormalige locomotieven omgebouwd tot stuurstandrijtuigen    |
| Johnstown American Autorack             | Auto_Train_Autoracks_(cropped)                                | 80            | 2005      | Amtrak                                     | Autowagen                                                    |
| Morrisson-Knudsen California Car        | Amtrak_California_Commuter_train                              | 66            | 1996      | Caltrans                                   | Zitrijtuig & restauratierijtuig                              |
| Morrisson-Knudsen Comet-IB              | California_Comets_at_Jack_London_Square,_July_2017            | 14            | 1968      | Caltrans                                   | Zitrijtuig                                                   |
| Morrisson-Knudsen North Carolina Fleet  | The_mid-day_Piedmont                                          | 20            | 1952-1956 | NCDOT                                      | Zitrijtuig                                                   |
| Morrisson-Knudsen Viewliner I           | Viewliner_on_Lake_Shore_Limited_at_Yawkey                     | 48            | 1995      | Amtrak                                     | Slaaprijtuig                                                 |
| Pullman Standard Superliner I           | Auto_Train_lounge                                             | 243           | 1979      | Amtrak                                     | Zitrijtuig, slaaprijtuig, bagagerijtuig & restauratierijtuig |
| Siemens Venture                         | Amtrak_Venture_coach_in_Chicago_Union_Station                 | 44 (97)       | 2022      | Amtrak Midwest                             | Zitrijtuig                                                   |

### Treinstellen
| Fabrikant en model                    | Afbeelding                                                        | Aantal actief                 | Bouwjaar  | Eigenaar | Opmerkingen                                                                                     |
| ------------------------------------- | ----------------------------------------------------------------- | ----------------------------- | --------- | -------- | ----------------------------------------------------------------------------------------------- |
| Alstom/Bombardier Acela Express       | Acela_Express_Rahway                                              | 40 locomotieven 195 rijtuigen | 1999      | Amtrak   | Samenstelling: twee locs en zes rijtuigen                                                       |
| NextGen Acela (Alstom Avelia Liberty) | Avelia_Liberty                                                    | 0 (56) 0 (252)                | 2024      | Amtrak   | Samenstelling: twee locs negen rijtuigen                                                        |
| Siemens Venture                       | Venture_test_train_at_Oakland_Maintenance_Facility_(1),_July_2020 | 0 (49) 0 (48)                 | 2023 2026 | Caltrans | 7 stellen van 7 rijtuigen 6 stellen van 8 rijtuigen                                             |
| Siemens Airo Venture                  |                                                                   | 0 (156) 0 (192) 0 (90)        | ?         | Amtrak   | 26 treinstellen van 6 rijtuigen 24 treinstellen van 8 rijtuigen 15 treinstellen van 6 rijtuigen |
| Stadler FLIRT                         |                                                                   | 0 (4)                         | 2027      | Caltrans | Optie op nog 25 extra treinstellen                                                              |

## Routes
|  |  |

| Naam                        | Traject                                                                                                |
| --------------------------- | --- |
| Acela Express               | Boston – New York – Baltimore – Washington                                                             |
| Adirondack                  | Montreal – Albany – New York                                                                           |
| Amtrak Cascades             | Vancouver – Seattle – Portland – Eugene                                                                |
| Auto Train (autoslaaptrein) | Lorton (VA) – Sanford (FL)                                                                             |
| Blue Water                  | Chicago – Port Huron                                                                                   |
| California Zephyr           | Chicago – Oakland/San Francisco                                                                        |
| Capitol Corridor            | Auburn (CA) – Sacramento – Oakland – San Jose                                                          |
| Capitol Limited             | Chicago – Cleveland – Pittsburgh – Washington                                                          |
| Cardinal                    | Chicago – Indianapolis (Cincinnati) – Washington – New York                                            |
| Carl Sandburg               | Chicago – Quincy (IL)                                                                                  |
| Carolinian                  | New York – Charlotte (NC)                                                                              |
| City of New Orleans         | Chicago – New Orleans                                                                                  |
| Coast Starlight             | Seattle – Sacramento – Oakland – Los Angeles                                                           |
| Crescent                    | New York – Atlanta – New Orleans                                                                       |
| Downeaster                  | Brunswick – Boston                                                                                     |
| Empire Builder              | Chicago – Minneapolis – St. Paul – Portland (OR) / Seattle                                             |
| Empire Corridor             | New York – Albany – Niagara Falls – Toronto                                                            |
| Empire Service              | New York – Albany – Niagara Falls                                                                      |
| Ethan Allen Express         | New York – Albany – Rutland (VT)                                                                       |
| Heartland Flyer             | Oklahoma City (OK) – Fort Worth (TX)                                                                   |
| Hiawatha Service            | Chicago – Milwaukee                                                                                    |
| Hoosier State               | Chicago – Indianapolis                                                                                 |
| Illini                      | Chicago – Carbondale (IL)                                                                              |
| Illinois Zephyr             | Chicago – Quincy (IL)                                                                                  |
| Keystone Service            | New York – Philadelphia – Harrisburg (PA)                                                              |
| Lake Shore Limited          | New York – Albany – Chicago                                                                            |
| Lincoln Service             | Chicago – St. Louis                                                                                    |
| Maple Leaf                  | New York – Albany – Toronto                                                                            |
| Missouri River Runner       | St. Louis – Kansas City                                                                                |
| Northeast Regional          | Boston/Springfield (MA) – New York – Philadelphia – Baltimore – Washington – Norfolk/Newport News (VA) |
| Pacific Surfliner           | San Luis Obispo (CA) – Los Angeles – San Diego                                                         |
| Palmetto                    | New York – Savannah (GA)                                                                               |
| Pennsylvanian               | New York – Philadelphia – Pittsburgh                                                                   |
| Pere Marquette              | Chicago – Grand Rapids (MI)                                                                            |
| San Joaquins                | Oakland / Sacramento - Bakersfield                                                                     |
| Silver Star                 | New York – Miami                                                                                       |
| Silver Meteor               | New York – Miami                                                                                       |
| Southwest Chief             | Chicago – Kansas City (MO) – Albuquerque (NM) – Los Angeles                                            |
| Sunset Limited              | Orlando (FL) – New Orleans – Houston – Los Angeles                                                     |
| Texas Eagle                 | Chicago – St. Louis – Dallas – San Antonio                                                             |
| Vermonter                   | St. Albans (VT) – Washington D.C.                                                                      |
| Wolverine                   | Chicago – Detroit – Pontiac                                                                            |

In Oakland delen de treinen van Amtrak deels de wegen met het autoverkeer. Sinds 2022 is Oakland de enige plaats met reizigerstreinen op straat in de VS. Hier rijden de Capitol Corridor,  Coast Starlight, en San Joaquins.

## Diversiteit
Bij Amtrak werken anno 2024 veel vrouwen, ook op technische posities, zoals in de elektrotechniek, en in reparatiefaciliteiten.